# 유해조류
유해조류(harmfool algal bloom)은 유해한 조류 대증식을 말한다. 적조나 녹조 등이 있다.

## 같이 보기
- 수질